# Llista d'estrelles del Catàleg Hipparcos
Això és una llista d'algunes de les estrelles més brillants del Catàleg Hipparcos (HIP). Els números són els identificadors (números HIP).

## HIP 1 a 10000
- 677: α Andromedae (Alpheratz, Sirrah)
- 746: β Cassiopeiae (Caph)
- 2081: α Phoenicis (Ankaa)
- 3179: α Cassiopeiae (Schedar)
- 3419: β Ceti (Deneb Kaitos, Diphda)
- 4427: γ Cassiopeiae (Tsih)
- 5447: β Andromedae (Mirach)
- 7588: α Eridani (Achernar)
- 8102: τ Ceti (Durre Menthor)
- 9640: γ Andromedae (Almach)
- 9884: α Arietis (Hamal, Elnath)

## HIP 10001 a 20000
- 10826: ο Ceti (Mira)
- 11767: α Ursae Minoris (Polaris)
- 14576: β Persei (Algol)
- 15863: α Persei (Mirfak, Algenib)
- 16537: ε Eridani (Sadira)

## HIP 20001 a 30000
- 21421: α Tauri (Aldebaran)
- 24436: β Orionis (Rigel)
- 24608: α Aurigae (Capella)
- 25336: γ Orionis (Bellatrix)
- 25428: β Tauri (Elnath)
- 25930: δ Orionis (Mintaka)
- 26311: ε Orionis (Alnilam)
- 26727: ζ Orionis (Alnitak)
- 27366: κ Orionis (Saiph)
- 27989: α Orionis (Betelgeuse)
- 28360: β Aurigae (Menkalinan)

## HIP 30001 a 40000
- 30324: β Canis Majoris (Murzim, Mirzam)
- 30438: α Carinae (Canopus)
- 31681: γ Geminorum (Alhena)
- 32349: α Canis Majoris (Sirius)
- 33579: ε Canis Majoris (Adhara)
- 34444: δ Canis Majoris (Wezen)
- 35793: VY Canis Majoris (l'estrella més gran coneguda)
- 35904: η Canis Majoris (Aludra)
- 36850: α Geminorum (Càstor)
- 37279: α Canis Minoris (Proció)
- 37826: β Geminorum (Pòl·lux)
- 39429: ζ Puppis (Naos)
- 39953: γ Velorum (Suhail, Regor)

## HIP 40001 a 50000
- 41037: ε Carinae (Avior)
- 42913: δ Velorum (Koo She)
- 44816: λ Velorum (Suhail)
- 45238: β Carinae (Miaplacidus)
- 45941: κ Velorum (Markab)
- 45556: ι Carinae (Aspidiske, Scutulum, Turais)
- 46390: α Hydrae (Alphard)
- 49669: α Leonis (Regulus)

## HIP 50001 a 60000
- 50583: γ Leonis (Algieba)
- 54061: α Ursae Majoris (Dubhe)
- 57632: β Leonis (Denebola)
- 58001: γ Ursae Majoris (Phecda, Phad)
- 59774: δ Ursae Majoris (Megrez)

## HIP 60001 a 70000
- 60718: α Crucis (Acrux)
- 61084: γ Crucis (Gacrux)
- 61932: γ Centauri (Muhlifein)
- 62434: β Crucis (Becrux, Mimosa)
- 62956: ε Ursae Majoris (Alioth)
- 65474: α Virginis (Spica)
- 65378: ζ Ursae Majoris (Mizar)
- 65477: 80 Ursae Majoris (Alcor)
- 66657: ε Centauri (Birdun)
- 67301: η Ursae Majoris (Alkaid, Benetnash)
- 68702: β Centauri (Hadar, Agena)
- 68756: α Draconis (Thuban)
- 68933: θ Centauri (Menkent)
- 69673: α Boötis (Arcturus)

## HIP 70001 a 80000
- 70890: Proxima Centauri (l'estrella més propera)
- 72105: ε Boötis (Izar)
- 71352: η Centauri (Marfikent)
- 71681: α Centauri B (Rigil Kentaurus, Rigel Kent, Toliman)
- 71683: α Centauri A (Rigil Kentaurus, Rigel Kent, Toliman)
- 71860: α Lupi (Men)
- 72607: β Ursae Minoris (Kochab)
- 76267: α Coronae Borealis (Gemma, Alphecca)
- 78401: δ Scorpii (Dschubba)

## HIP 80001 a 90000
- 80763: α Scorpii (Antares)
- 82273: α Trianguli Australis (Atria)
- 82396: ε Scorpii (Wei)
- 84012: η Ophiuchi (Sabik)
- 85927: λ Scorpii (Shaula)
- 86032: α Ophiuchi (Ras Alhague, Rasalhague)
- 86228: θ Scorpii (Sargas, Girtab)
- 86670: κ Scorpii(Girtab)
- 87833: γ Draconis (Etamin)

## HIP 90001 a 100000
- 90185: ε Sagittarii (Kaus Australis)
- 91262: α Lyrae (Vega)
- 92855: σ Sagittarii (Nunki)
- 93308: η Carinae (Tseen She, Foramen)
- 95418: β Ursae Majoris (Merak)
- 97649: α Aquilae (Altair)
- 99240: δ Pavonis (el millor objectiu estel·lar del SETI)

## HIP 100001 a 110000
- 100453: γ Cygni (Sadr)
- 100751: α Pavonis (Peacock)
- 102098: α Cygni (Deneb, Arided, Aridif)
- 102488: ε Cygni (Gienah)
- 104382: σ Octantis (South Star)
- 105199: α Cephei (Alderamin)
- 107259: μ Cephei (Herschel's Garnet Star)
- 107315: ε Pegasi (Enif)
- 109268: α Gruis (Alnair)

## HIP 110001 a 120000
- 112122: β Gruis (Beta Gruis)
- 113368: α Piscis Austrini (Fomalhaut)
- 113881: β Pegasi (Scheat)
- 113963: α Pegasi (Markab, Marchab)
- 118322: ε Tucanae (l'última estrella del catàleg Hipparcos)